# Francesc Crehuet
Francesc Crehuet (?-?) fou un cantor i organista català.
El 1818, al costat de Miquel Fossalbal va a obtenir la plaça de tenor a la Catedral de Girona. Entre 1822 i 1824 fou l'encarregat d'assumir de forma interina les funcions de l'organistia durant les absències de Antoni Guiu i durant el temps d'espera fins a la nova convocatòria de les noves oposicions de 1829. El 1842 amb  la marxa de Bernat Papell, Francesc Crehuet cobriria de nou l'organistia amb caràcter interí fins l'arribada d'un nou titular.
Entre 1846 i 1851, a mesura que el mestre Josep Barba es va anar desvinculant de les funcions de la capella, Francesc Crehuet assumia la formació dels escolans.
El 19 de desembre de 1850, Josep Barba presentava la seva renúncia al magisteri de la catedral després  d'haver  guanyat la plaça de Santa Maria del Mar. Amb la partida de Barba, quedà suprimit el  benefici annex al magisteri, per la qual cosa aquest va ser assumit de forma interina i successiva fins al 1871, pel beneficiat tenor Francesc Crehuet  (1846-1851), Joan Carreras  (1851-1860), Bernat Papell (1860-1864), Josep Casademont (1860-1871) i Lorenzo Lasa (1871-1886).